# Cethosia woolletti
Cethosia woolletti är en fjärilsart som beskrevs av Hall 1929. Cethosia woolletti ingår i släktet Cethosia och familjen praktfjärilar. Inga underarter finns listade i Catalogue of Life.